# Подлесное (Стерлитамакский район)
Подлесное (баш. Подлесный) — деревня в Стерлитамакском районе Республики Башкортостан Российской Федерации. Административный центр Подлесненского сельсовета.

## География

### Географическое положение
Расстояние до:
- районного центра (Стерлитамак): 21 км,
- ближайшей ж/д станции (Стерлитамак): 21 км.

## Население
| 2002 | 2009 | 2010 |
| ---- | ---- | ---- |
| 350  | ↘347 | ↗376 |

### Национальный состав
Согласно переписи 2002 года, преобладающая национальность — чуваши (67 %).